# Провінційна історія
«Провінційна історія» — радянський телефільм-мелодрама 1988 року, знятий режисером Аркадієм Микульським на студії «Укртелефільм».

## Сюжет
За мотивами повісті Олександра Міньковського «Шаленство Майки Сковрон». Напружені стосунки в сім'ї, де батько та дочка не розуміють один одного. Складний пошук порозуміння для людей.

## У ролях
- Арсеній Назаренко — Костя
- Юлія Ромашина — Майка
- Анастасія Абрамова — Ліна
- Аркадій Глибін — Богдан
- Дмитро Бірюков — Льоня Рисаков
- Олександр Мартинов — батько Кості, майор міліції
- Ніна Колчина-Бунь — Аліна Сергіївна, лікар
- Леонід Дьячков — батько Майки, директор хімзаводу
- Геннадій Юхтін — лісник
- Анатолій Лук'яненко — епізод
- Валерій Алексєєнко — здирник
- Ольга Реус-Петренко — Ольга Миколаївна, медсестра
- Костянтин Шамін — епізод
- Є. Компанійченко — епізод
- Л. Боричко — епізод

## Знімальна група
- Режисер — Аркадій Микульський
- Сценарист — Анатолій Таран
- Оператори — Олександр Бузилевич, Олександр Мазепа
- Композитор — Олександр Злотник
- Художник — В'ячеслав Капленко